# Bãi biển Nai Yang

Bãi biển Naiyang tại Thái Lan

Dải bờ biển phía Tây của Phuket là nơi tập trung những bãi tắm nổi tiếng sóng biển êm đềm, nước trong xanh, ấm áp. Mỗi bãi biển ẩn chứa một đặc trưng, phong cách riêng để hấp dẫn thu khách: nếu bãi biển Patong là nơi sôi động, náo nhiệt với những cuộc liên hoan nhảy múa suốt đêm thì Nai Yang và Laem Singh lại là chốn yên tĩnh để những đôi uyên ương tránh xa những ồn ào. Trong khi đó Kamala là bãi biển hiền hoà và vui nhộn, tại đây du khách có cơ hội giao lưu với người dân địa phương, tham gia các trò chơi dân gian và lễ hội truyền thống.

## Phi trường quốc tế
Bờ biển Nai Yang thật xứng đáng với phi trường và hiện thời thuộc phạm vi quyền hạn của công viên quốc gia Sirimat. Có những căn nhà nghỉ mát bé nhỏ trong công viên quốc gia cho thuê, ngoài bờ biển có những rặng đá ngầm, cho phép du khách tắm quanh năm, ngay chỗ nước cạn của Vịnh.
Du khách cũng có thể đi dạo bờ biển vào ban đêm để thưởng thức cảnh đẹp tuyệt vời của bờ biển này.